# ضائع في الحب (أغنية)

ضائع في الحب (بالإنجليزية: Lost in Love) أغنية لعام 1980 سجلها فريق «أير سبلاي Air Supply» الأسترالي. الأغنية كتبها عضو الفريق غراهام راسل. ظهرت النسخة الأصلية من الأغنية في ألبوم «دعم الحياة Life Support» عام 1979، وصدرت كأغنية فردية في أستراليا، وصعدت إلى المركز 13 في تقرير موسيقى كنت (قائمة أفضل الأغاني في أستراليا). أعاد الفريق تسجيل الأغنية لألبوم يحمل نفس عنوان الأغنية عام 1980، وصدرت الأغنية من هذا الألبوم كأغنية فردية في الولايات المتحدة لتحتل المركز الثالث في الهوت بيلبورد 100. لم تكن شعبية فريق «أير سبلاي» في بلدهم الأصلي أستراليا، من منتصف إلى أواخر السبعينيات، شعبية كبيرة، وعندما سافر راسل إلى إنجلترا في عام 1979، وأثناء وجوده هناك، اكتشف أن شركة التسجيلات الأسترالية «بيج تايم ريكوردز Big Time Records» والتي تعاقد معها الفريق، قد باعت حقوق أغنية «ضائع في الحب» في الولايات المتحدة لتوزيعها. بعد ذلك بوقت قصير، حققت أغنيتهم نجاحًا كبيرًا في قوائم الموسيقى في الولايات المتحدة، حيث قضت الأغنية أربعة أسابيع في المركز الثالث على قائمة الهوت بيلبورد في مايو 1980 وتصدرت قائمة الأغاني المعاصرة للكبار adult contemporary chart ، لمدة ستة أسابيع في نفس العام. ظهرت الأغنية في بعض أفلام ومسلسلات الثمنينات.

## خلفية الأغنية
وفقًا لغراهام راسل، فقد كتب هذه الأغنية في 15 دقيقة فقط، وقال: «أغنية ضائع في الحب، هي أغنية بسيطة. أنا أفكر في الأغاني قبل أن أبدأ في كتابتها، وأفكر.. من سيستمع لها. أنا مدرك تمامًا أنه عندما يأتي هذا الإلهام، إنه يأتي بسرعة كبيرة، ولا يدوم طويلاً، ذلك هو الدافع الأولي الحقيقي. لذلك عندما يطول الأمر، أعرف أن الأفكار ستشتت، لذلك أحتاج إلى التفكير في الأغنية أولاً عندما أعلم أنها قادمة. عندما تأتي الأغنية، ينتابني شعور غريب، ثم أنجرف إلى مكان ما بمفردي لأفكر في الأمر، ولكن عندما أعزف على البيانو أو أختار الجيتار، فسيأتي اللحن سريعًا حقًا. أغنياتي أيضًا بسيطة جدًا، أعني، أنا لست في موسيقى الجاز، ولست في الاندماج أو أي شيء من هذا القبيل. أغنياتي متقدّمة حقًا، وأوتار بسيطة حقيقية، وكلما كانت أبسط كانت أفضل. لذا، فإن أغنية مثل» ضائع في الحب«هي بأربعة أوتار، وهناك جزئين فقط. لا يوجد حقًا جوقة. إنها مجرد آية وجسر. لذا فإن شيئًا من هذا القبيل يجب ألا يستغرق أكثر من 15 دقيقة للكتابة، كما تعلم».

## أعضاء الفريق
راسل هيتشكوك: غناء
غراهام راسل: غناء وجيتار
فرانك إسلر سميث: لوحة المفاتيح (كيبورد)

## نسخة ديمس روسوس
قام المغني اليوناني الأصل ديمس روسوس في عام 1980 باصدار أغنية «ضائع في الحب» كما أصدر نسخة من الأغنية بمصاحبة غناء المغنية الأمريكية فلورنس وارنر في عام 1980

## كلمات الأغنية
أدرك أن أفضل جزء في الحب هو أنحف شريحة I realize the best part of love is the thinnest slice
ولا تعول على الأكثر And it don't count for much
لكنني لن أتركِ، أعتقد أنه لا يزال هناك الكثير مما نصدق به But I'm not letting go, I believe there's still much to believe in
لذا ارفعِ عينيكِ إذا شعرتِ أنكِ تستطيعِ So lift your eyes if you feel you can
سوف أبلغ النجمة وسأريكِ طريقًا Reach for a star and I'll show you a plan
لقد فهمت الأمر، ما كنت بحاجة إليه هو شخص ما ليدلني I figured it out, what I needed was someone to show me
أنت تعلم أنك لا تستطيع أن تخدعني؛ لقد احببتكِ لفترة طويلة جدًا You know you can't fool me; I've been loving you too long
لقد بدأ الأمر بهذه السهولة، وتريد أن تستمر It started so easy, you want to carry on
ضائع في الحب ولا أعرف الكثير Lost In Love and I don't know much
هل كنت أفكر بصوت عالٍ وفقدت الاتصال Was I thinking aloud and fell out of touch
لكنني عدت واقفًا على قدمي وأتوق إلى أن أكون ما تريدِ But I'm back on my feet and eager to be what you wanted

## وصلات خارجية
https://www.discogs.com/master/view/281332 ضائع في الحب (أغنية)
https://www.discogs.com/Demis-Roussos-Lost-In-Love-Nascer%C3%A0-Highway-Home/release/8035083 ضائع في الحب (أغنية)
https://www.airsupplymusic.com/ ضائع في الحب (أغنية)
https://www.songfacts.com/facts/air-supply/lost-in-love ضائع في الحب (أغنية)